# Réquiem por Granada
Réquiem por Granada es una serie de televisión coproducida por España e Italia (Televisión Española - RAI), ASPA, Midega Films y Taurus de ocho episodios de duración. Fue dirigida por el director español Vicente Escrivá y entre sus protagonistas destacaron Horst Buchholz, Manuel Bandera, Olegar Fedoro y Delia Boccardo. El guion fue obra del propio Vicente Escrivá en colaboración con  Manolo Matji.
La serie fue una de las producciones más ambiciosas de la televisión pública española de aquel entonces.

## Argumento
En un campamento beduino, y a través de una analepsis, Mohamed XII (Boabdil para los cristianos) último rey del Reino nazarí de Granada cuenta desde su infancia hasta la derrota por los Reyes Católicos. A través de personajes como Isabel de Solís, su abuelo Ismai´l, su tío El Zagal o, ante todo, su padre Muley Hacén explica cómo perdió el último reducto musulmán en Al-Ándalus frente a la pujante cultura cristiana que en el mismo año (1492) iba a comenzar la conquista del continente americano.